# ابی نشنال
ابی نشنال (انگلیسی: Abbey National) شرکت خدمات مالی بریتانیایی است، که در سال ۱۹۴۴ تأسیس شد.